# Ligne de trolleybus 28 (Liège)
La ligne 28 est une ancienne ligne du trolleybus de Liège qui reliait Liège à Angleur.

## Histoire
En juin 1937, elle a été ouverte pour remplacer la ligne de tramway 8. EN décembre 1961, on assiste à la suppression de cette ligne.

## Véhicules
Pendant les années 1950, des autobus anglais nommés Ransomes assuraient le fonctionnement de la ligne.

### Monographies
- Jean-Géry Godeaux, Les tramways au pays de Liège, t. 3 : Liège aux fils des trolleybus, Groupement belge pour la promotion et l'exploitation touristique du transport ferroviaire (GTF), 2001, 490 p.